# سیارک ۴۵۶۲
سیارک ۴۵۶۲ (به انگلیسی: 4562 Poleungkuk، نامگذاری:1979UD2) چهار هزار و پانصد و شصت و دومین سیارک کشف شده‌است که در ۲۱ اکتبر ۱۹۷۹ کشف شد.
قدر مطلق سیارک برابر ۳۳.۴ است.